# Pierre Grandremy
Pierre Grandremy, né le 31 octobre 1908 à Reims et mort le 31 mai 1944 à Bergen-Belsen, fut un pionnier et un organisateur de la Résistance française en Champagne, sous l'occupation allemande, pendant la Seconde Guerre mondiale.

## Avant-Guerre
D'une famille de fabricants de confection, il a épousé une sœur du Dr Jean Quentin, dont il a deux enfants, un garçon, une fille. Chef régional scout, représentant en confection, il cultive ses très nombreux contacts et son réseau de relations.

## Seconde Guerre mondiale
Sergent-chef de réserve dans une section de mitrailleuses du 169e régiment d'infanterie, Pierre Grandremy participe aux combats de mai-juin 1940. Fait prisonnier, il s'évade et passe en zone libre afin de se faire démobiliser. Ayant contacté les services spéciaux de l'armée de l'armistice, il devient correspondant du lieutenant Le Bastard.

### Résistance
Contacté par Henri Ingrand, Jean Quentin rallie à Combat Zone Nord les petits groupes de résistants qu'il avait fédérés en Champagne. Pierre Grandremy a pris en charge la coordination des activités régionales, tandis que Jean Quentin, son beau-frère, maintient les liens du réseau avec l'extérieur. Quand Combat Zone Nord est démantelé, Pierre Le Rolland vient trouver Jean Quentin de la part de Jacques Lecompte-Boinet et d'Henri Ingrand.

### Arrestation
Le 28 avril 1943, Pierre Grandremy est arrêté chez lui, 2 rue des Capucins, à Reims, en présence de sa femme et ses enfants. Il est interné à Châlons-sur-Marne. Le 18 janvier 1944, il est transféré à Compiègne.

### Déportation
Le 22 janvier 1944, Pierre Grandremy est déporté à Buchenwald. Le 16 février 1944, il est transporté au camp du tunnel de Dora. Deux mois plus tard, il est envoyé au mouroir de Bergen-Belsen.

## Distinctions
- Médaille de la Résistance
- le nom de Pierre Grandremy est inscrit sur le Mémorial des Services Spéciaux français de Ramatuelle (Var).

## Sources
- Archives Nationales
- La contemporaine (Nanterre)
- AASSDN
- Musée de la Résistance et de la Déportation de Besançon